# Sankt Lorenzen bei Knittelfeld
Sankt Lorenzen bei Knittelfeld là một đô thị thuộc huyện Knittelfeld trong bang Steiermark, nước Áo. Đô thị Sankt Lorenzen bei Knittelfeld có diện tích 35,88 km², dân số cuối năm 2005 là 610 người.